# Nomós Sámou
Nomós Sámou var en prefektur i Grekland.   Den låg i regionen Nordegeiska öarna, i den östra delen av landet, 270 km öster om huvudstaden Aten. Antalet invånare var 43 841. Arean är 778 kvadratkilometer.
Perfekturen upphörde 31 december 2010 och delades i regiondelarna Ikaria och Samos.